# 耶穌基督後期聖徒教會會議中心
耶穌基督後期聖徒教會會議中心（LDS Conference Center）是一座位於美國猶他州鹽湖城的會議中心，竣工於2000年春季，以舉辦在2000年4月舉行的耶穌基督後期聖徒教會大會。耶穌基督後期聖徒教會會議中心可以容納21000人，除了舉辦會議之外，也是眾多摩門教活動的舉辦地點。會議中心的西北附設有劇場。